# Ottavio Cecchi
Ottavio Cecchi (Grosseto, 1924 – Grosseto, 5 settembre 2005) è stato uno scrittore e giornalista italiano.

## Biografia
Iscritto giovanissimo al Partito comunista italiano, militò nella Resistenza. Iniziò a lavorare come cronista a l'Unità, passando ai resoconti parlamentari e infine alle pagine culturali. Collaborò anche a Rinascita, a Il Contemporaneo e alla redazione degli Editori riuniti. Curò per diverse case editrici opere, tra gli altri, di Gustave Flaubert, Federigo Tozzi, Émile Zola, Joseph Conrad Piero Jahier.

## Opere principali
- Prima di giorno, Milano, Feltrinelli, 1957
- La laurea di proletario, prefazione di Alessandro Natta, Roma, Editori riuniti, 1971
- Incontri con Debenedetti, Padova, Marsilio, 1971; edizione ampliata, Ancona, Transeuropa, ottobre 1988
- Per città e per foresta, Milano, Garzanti, 1976
- Sopra il viaggio di un principe, Milano, Garzanti, 1981
- L' aspro vino di Saba, Roma, Editori riuniti, 1988
- L' ornitologo: racconti, Roma, Theoria, 1988
- Il caffè di Kant, Milano, Il saggiatore, 1997
- Memorie dell'autoinganno, Mantova, Tre lune, 2000